# Yarala
Yarala es un género extinto de mamíferos marsupiales similares a los actuales bandicuts. La superfamilia Yaraloidea y la familia Yaralidae fueron creados siguiendo al descubrimiento de la especie tipo Yarala burchfieldi en 1995, sobre la base de que carece de sinapomorfias que lo unan con los otros miembros de Peramelemorphia.
Una segunda especie fue descrita en 2006, de la que se ha sugerido que es ancestro de Y. burchfieldi.